# فانتشينغ (منطقة)
فانتشينغ (بالإنجليزية: Fancheng District) هي مقاطعة [الإنجليزية] تقع في الصين في شيانغيانغ. يقدر عدد سكانها بـ 630,000 نسمة ومساحتها 482.2 كم2 .